# 拉特里尼塔
拉特里尼塔（法語：La Trinitat，法語發音：[la tʁinita]）是法国康塔尔省的一个市镇，位于该省东南部，属于圣弗卢尔区。

## 地理
拉特里尼塔（44°44'55"N, 2°56'28"E）面积17.57 平方千米，位于法国奥弗涅-罗讷-阿尔卑斯大区康塔爾省，该省份为法国中南部省份，位于法國中央高原中心，北起科雷兹省、上盧瓦爾省和多姆山省，西接洛特省和科雷兹省，南至阿韦龙省和洛特省，东临上盧瓦爾省和洛泽尔省。
与拉特里尼塔接壤的市镇（或旧市镇、城区）包括：雅布兰、圣于尔西兹、拉约勒、阿尔让斯和欧布拉克。

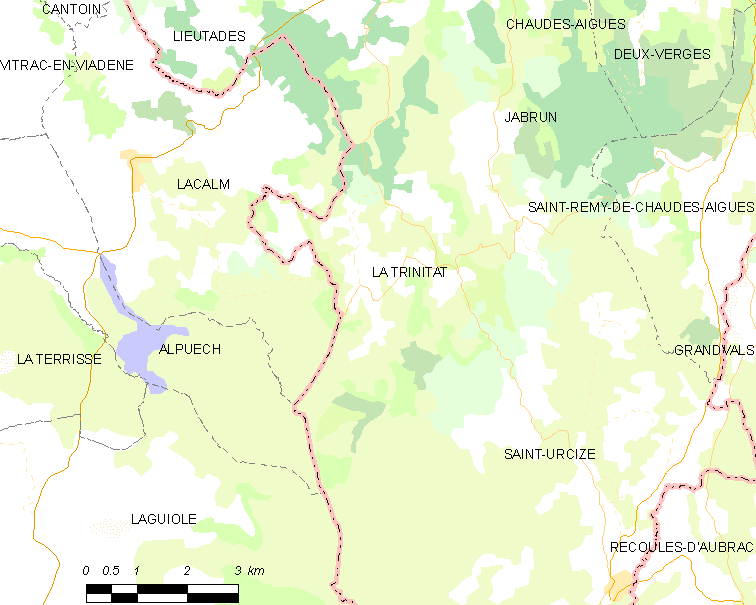
拉特里尼塔的OSM定位图

拉特里尼塔的时区为UTC+01:00、UTC+02:00（夏令时）。

## 行政
拉特里尼塔的邮政编码为15110，INSEE市镇编码为15241。

## 政治
拉特里尼塔所属的省级选区为特吕耶尔河畔讷韦格利斯县。

## 人口

1962-2008年间拉特里尼塔人口变化图示

拉特里尼塔于2022年1月1日时的人口数量为51人。